# Provinciale weg 454
De provinciale weg 454 (N454) is een provinciale weg in de provincie Zuid-Holland. De weg vormt een verbinding tussen Waddinxveen en de N207 ten noordwesten van Gouda.
De weg is uitgevoerd als tweestrooks-gebiedsontsluitingsweg met buiten de bebouwde kom een maximumsnelheid van 80 km/h. De weg draagt over de gehele lengte de straatnaam Kanaaldijk, verwijzend naar de ringvaart van de Zuidplaspolder. Deze ringvaart loopt parallel aan de N454. Hoewel de weg de A12 kruist, heeft de weg geen aansluiting op deze autosnelweg. Ter hoogte van bedrijventerrein Gouwe Park en de Coenecoopbrug sluit de weg aan op de N207. Via deze weg en de N452 kan afrit Gouda aan de A12 worden bereikt.
De provincie Zuid-Holland is verantwoordelijk voor het beheer van het weggedeelte buiten de bebouwde kom. Het gedeelte binnen de bebouwde kom van Waddinxveen wordt beheerd door de gelijknamige gemeente.
N23 · N194 · N196 · N197 · N198 · N199 · N200 · N201 · N202 · N203 · N204 · N205 · N206 · N207 · N208 · N209 · N210 · N211 · N212 · N213 · N214 · N215 · N216 · N217 · N218 · N219 · N220 · N221 · N222 · N223 · N224 · N225 · N226 · N227 · N228 · N229 · N230 · N231 · N232 · N233 · N234 · N235 · N236 · N237 · N238 · N239 · N240 · N241 · N242 · N243 · N244 · N245 · N246 · N247 · N248 · N249 · N250 · N307

N401 · N402 · N403 · N404 · N405 · N406 · N407 · N408 · N409 · N410 · N411 · N412 · N413 · N414 · N415 · N416 · N417 · N418 · N419 · N420 · N421 · N439 · N440 · N441 · N442 · N443 · N444 · N445 · N446 · N447 · N448 · N449 · N450 · N451 · N452 · N453 · N454 · N455 · N456 · N457 · N458 · N459 · N460 · N461 · N462 · N463 · N464 · N465 · N466 · N467 · N468 · N469 · N470 · N471 · N472 · N473 · N474 · N475 · N476 · N477 · N478 · N479 · N480 · N481 · N482 · N483 · N484 · N487 · N488 · N489 · N490 · N491 · N492 · N493 · N494 · N495 · N496 · N497 · N498 · N501 · N502 · N503 · N504 · N505 · N505 (Andijk) · N506 · N507 · N508 · N509 · N510 · N511 · N512 · N513 · N514 · N515 · N516 · N517 · N518 · N519 · N520 · N521 · N522 · N523 · N524 · N525 · N526 · N527 · N806 · N830 · N848

Cursief vermelde wegen zijn voormalige Provinciale wegen